# Пушкино (Нижегородская область)
Пу́шкино — посёлок в городском округе город Первомайск Нижегородской области России.

## География
Посёлок находится в южной части Нижегородской области, в зоне хвойно-широколиственных лесов, на расстоянии приблизительно 16 км (по прямой) к юго-востоку от города Первомайск, административного центра района. Абсолютная высота — 185 м над уровнем моря.
Климат
Климат характеризуется как умеренно континентальный, с жарким летом и холодной продолжительной зимой. Среднегодовая температура — 3,6 °C. Абсолютный минимум температуры воздуха самого холодного месяца (января) составляет −43 °C; абсолютный максимум самого тёплого месяца (июля) — 39 °C. Продолжительность безморозного периода колеблется в диапазоне от 95 до 180 дней. Среднегодовое количество атмосферных осадков составляет 538 мм.
Часовой пояс
Посёлок Пушкино, как и вся Нижегородская область, находится в часовой зоне МСК (московское время). Смещение применяемого времени относительно UTC составляет +3:00.

## Население
| 2002 | 2010 |
| ---- | ---- |
| 6    | ↘1   |

Национальный состав
Согласно результатам переписи 2002 года, в национальной структуре населения русские составляли 100 % из 6 чел.